# Fiestas y Festivales de Puerto Lumbreras

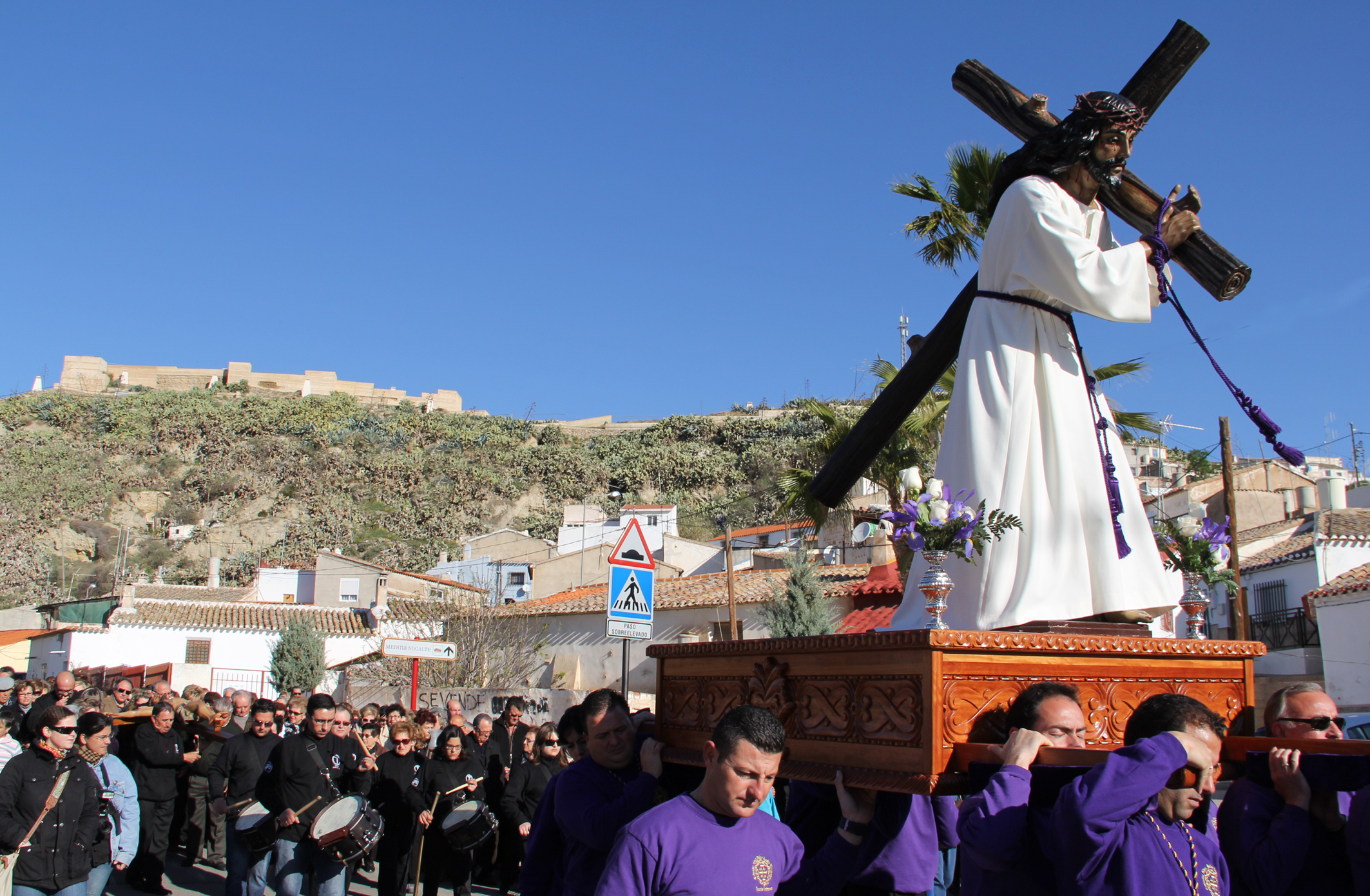
Momento de la procesión del Vía Crucis del año 2012

A lo largo del año se celebran en Puerto Lumbreras (Región de Murcia, España) diferentes festividades que con el paso del tiempo han arraigado en el sentir local, atrayendo además a numerosos visitantes de las comarcas vecinas.

## Fiestas

### Semana Santa

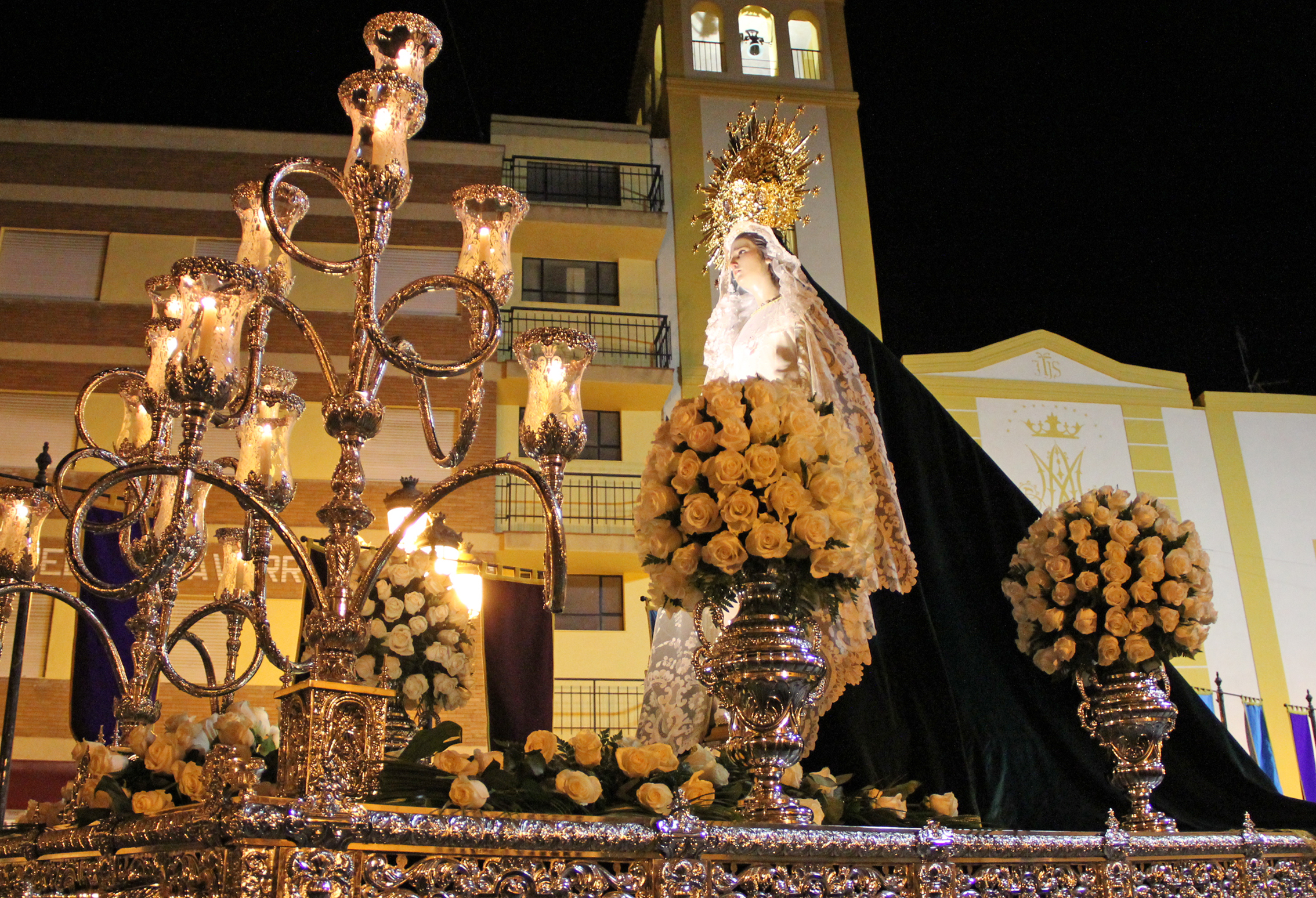
Procesión Ntro. Padre Jesús Nazareno del año 2012

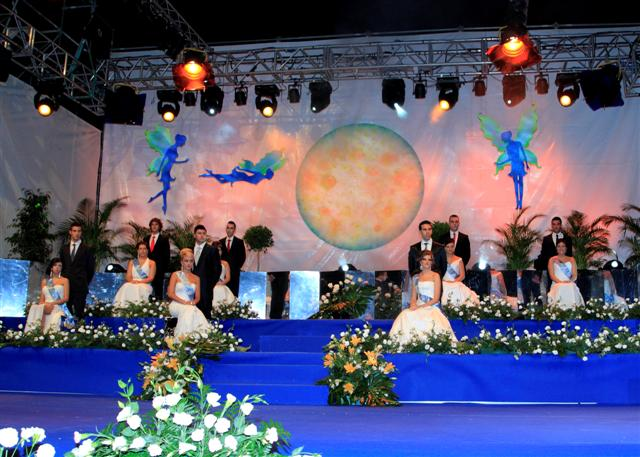
Baile de la Reina del año 2011

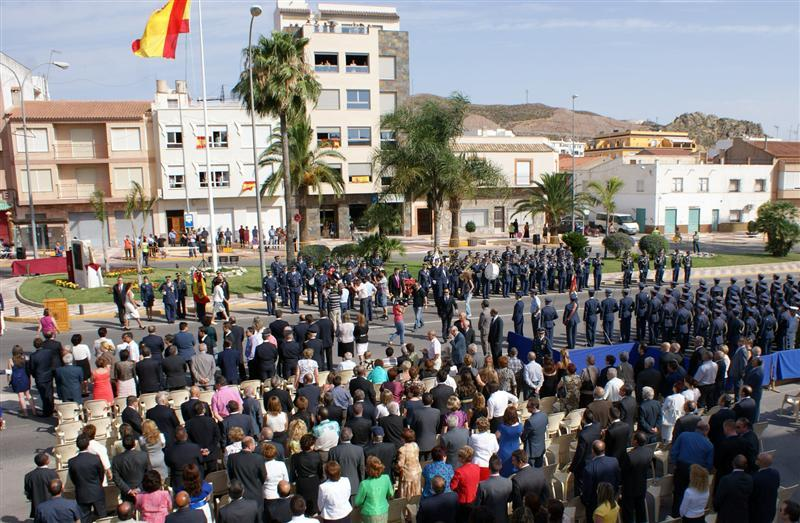
Acto de Jura de Bandera

Aunque en Puerto Lumbreras se celebran procesiones desde al menos la década de los cincuenta del siglo XX, éstas no adquieren una organización formal hasta la década de los noventa de esa misma centuria con la creación de las tres cofradías que procesionan en la Semana Santa y que se organizan en el Cabildo de Cofradías: la Real e Ilustre Cofradía del Santísimo Cristo de la Fe y María Santísima de la Piedad (fundada el 16 de abril de 1990), la Antigua y Venerable Cofradía de la Virgen de los Dolores (fundada el 27 de junio de 1991) y la Cofradía de Nuestro Padre Jesús Nazareno (fundada el 10 de octubre de 1996).

Se celebran las procesiones del Domingo de Ramos (conocida como la procesión del Pueblo Hebreo), la del Miércoles Santo (Procesión de Nuestro Padre Jesús Nazareno), el Jueves Santo (Procesión del Silencio), el Viernes Santo (Procesión del Dolor y del Santo Entierro) y el Domingo de Resurrección (Procesión del Encuentro), en la que tiene lugar el encuentro entre la Virgen de los Dolores, el Cristo Resucitado y San Juan Evangelista, los dos últimos portados exclusivamente por mujeres.

Otro acto que ha cobrado importancia con el paso del tiempo es el Encuentro de saetas de las noches de Jueves y Viernes Santo, durante las procesiones del Silencio y del Dolor y Santo Entierro,al que acuden artistas de relevancia nacional como José Meneses, José de la Tomasa, Chano Lobato o Curro Piñana. En el año 2012 ha celebrado su XIV edición.

En la Casa-Museo de las Cofradías se da a conocer la historia y patrimonio de la Semana Santa de Puerto Lumbreras.

### Fiestas patronales
Las fiestas en honor a la Virgen del Rosario (patrona de Puerto Lumbreras) se celebran la primera semana de octubre siendo fiesta local el día siete de ese mes (festividad de la Virgen del Rosario). Cuentan cada año con un gran programa de actividades entre las que destacan el Desfile de Carrozas, el Mercado de Artesanía, la Feria de Mediodía, la Ofrenda Floral a la Virgen y el desfile en honor a la Virgen del Rosario.

Unas semanas antes, en un sábado del mes de septiembre, tiene lugar el conocido Baile de la Reina, la antesala de las fiestas patronales. Es una gala en la que acude todo el pueblo y en la que se elige a la reina de las fiestas. Según el historiador Romera Sánchez, cronista oficial de Puerto Lumbreras, el primer baile tuvo lugar en el año 1957 junto a la Balsa de la Sociedad de Aguas, acto que sirvió además para recaudar fondos para pagar las posteriores fiestas patronales de octubre.

### Día de la independencia
La constitución como municipio independiente se conmemora el 7 de julio. En este día tan señalado se celebra la creación en 1958 del municipio de Puerto Lumbreras que hasta aquel año había formado parte de Lorca. Tienen lugar varios actos, como la jura de la bandera civil o la distinción a ciudadanos e instituciones que han contribuido al progreso de la localidad.

## Ferias y Festivales

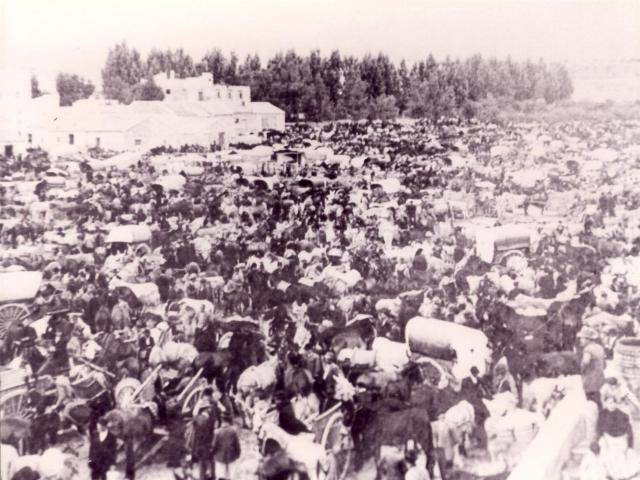
Feria del Ganado

### Mercado del Ganado
Tiene su origen en los inicios del siglo XX en los tratos que ganadores y agricultores realizaban para que estos últimos comprasen los animales que necesitaban para el laboreo agrícola. Con el paso del tiempo, el mercado fue ganando importancia hasta el punto que actualmente se celebran dos ferias cada año. La Feria Grande, en el mes de mayo y que abre la temporada en España de ferias de ganado equino, y la Feria Chica, en el mes de diciembre. Sendas ferias están dedicadas al ganado equino, asnal y mular.

### Festival de Arte Actual Explum
Certamen de arte actual y música que se organiza en Puerto Lumbreras desde el año 2004. Tiene dos secciones, Explum arte, que muestra las últimas tendencias del arte contemporáneo a través de una selección de obras de jóvenes artistas menores de 35 años y la producción de proyectos artísticos de artistas galardonados en ediciones previas y Explum música, que mediante conciertos en el cerro del Castillo muestran las expresiones más actuales de la creación musical contemporánea.

### Nogalte Cultural
En los meses de verano se organizan numerosas actividades en diferentes espacios del municipio relacionadas con la música, el teatro, la danza o el cine. Una de las más destacadas es el Festival del Folclore, que se celebra anualmente durante el mes de julio, y en el que participan grupos regionales, nacionales e internacionales.

## Otras fiestas

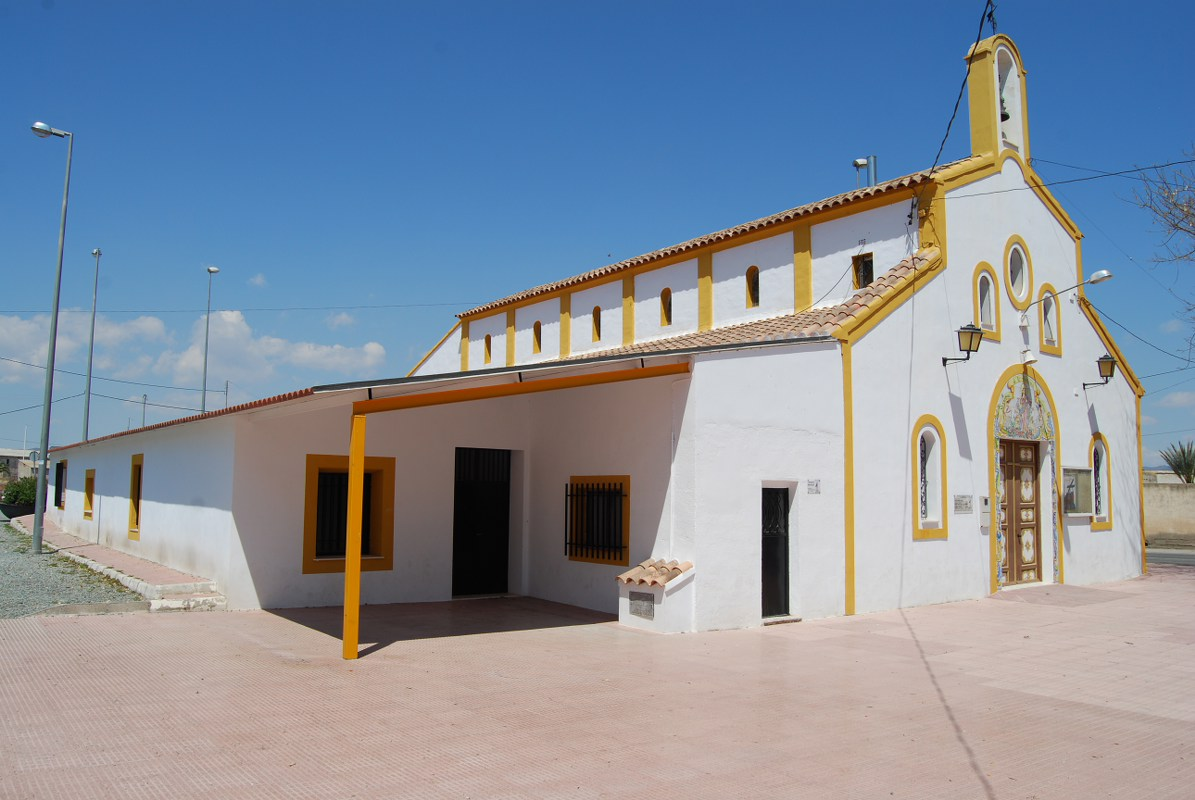
Ermita del Esparragal

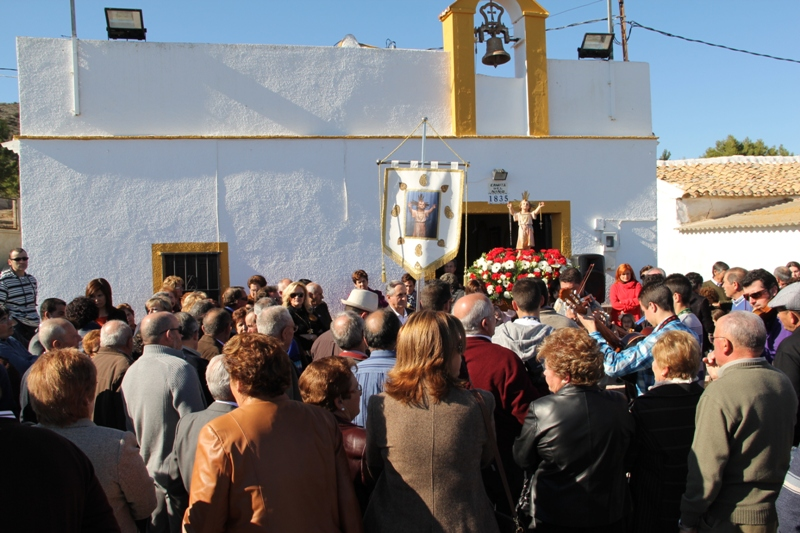
Fiestas de la Ermita del Niño

Además de las fiestas relacionadas que tienen lugar en la localidad de Puerto Lumbreras, en el municipio hay otras festividades en las diputaciones del Esparragal-La Estación y Puerto Adentro.

### Fiestas del esparragal
El 8 de diciembre es el día grande de las fiestas de la diputación del Esparragal-La Estación. Ese día es la festividad de la Purísima Concepción, patrona de la localidad. Se organizan numerosas actividades como la ofrenda de flores, la misa solemne y la procesión de la imagen de la Virgen entre las localidades del Esparragal y La Estación y en la que la cuadrilla de ánimas local improvisa coplas dedicadas a familiares y difuntos de diferentes casas a cambio de las limosnas entregadas por los interesados.

Junto a las celebraciones religiosas, tienen lugar otros actos de carácter lúdico como el campeonato de petanca o la carrera popular.

### Fiestas de Goñar (Puerto Adentro)
Las fiestas de esta pequeña localidad, a caballo entre los municipios de Puerto Lumbreras y Huércal Overa, tienen lugar los días 14 y 15 de agosto, durante la festividad de la Virgen del Carmen, patrona de la localidad. Unos días antes, en el primer fin de semana del mes, se realiza una romería por las calles del pueblo.

Durante las fiestas destaca el campeonato de fútbol, uno de los acontecimientos más importantes ya que a él concurren equipos de varias poblaciones lorquinas.

### Fiestas del Niño de Nápoles
Tienen lugar en la Ermita del Niño de Nápoles, en el mes de enero, el domingo siguiente al día de San Antonio. Son unas fiestas muy arraigadas entre los vecinos de Puerto Lumbreras. Tiene lugar una misa y procesión en honor al Niño de Nápoles, un Encuentro de Cuadrillas en el que actúan cuadrillas de diputaciones vecinas, además de otras actividades culturales y deportivas.

## Galería
|                              |
| Desfile de carrozas año 2011 |

|                       |
| Feria de Día año 2011 |

|                                  |
| Procesión del Encuentro año 2012 |

|                                                   |
| Procesión Ntro. Padre Jesús Nazareno del año 2012 |

|                                      |
| Ofrenda y Misa Huertana del año 2011 |

|                                          |
| Procesión del Pueblo Hebreo del año 2012 |

|                                                         |
| Bailes regionales infantiles durante la Zona Joven 2011 |

|                                 |
| Concierto en el Zona Joven 2011 |

|                         |
| Acto de Jura de Bandera |

|                                     |
| Fiestas en honor al Niño de Nápoles |